# Saint-Laurent-du-Plan
 Saint-Laurent-du-Plan  là một xã thuộc tỉnh Gironde trong vùng Aquitaine tây nam nước Pháp. Xã này nằm ở khu vực có độ cao trung bình 53 mét trên mực nước biển.